# خلف (درمیان)
خلف روستایی در دهستان میاندشت بخش مرکزی شهرستان درمیان استان خراسان جنوبی ایران است.

## جمعیت
بر پایه سرشماری عمومی نفوس و مسکن در سال ۱۳۹۰ جمعیت این روستا ۳۸۶ نفر (در ۱۱۲ خانوار) بوده‌است.

## جغرافیا
این روستا در دل کوهستان واقع شده و طبیعتاً آب و هوایی کوهستانی دارد. روستا با مرکز شهرستان حدود۳۶ کیلومتر فاصله دارد و فاصلهٔ آن با مرکز استان (بیرجند) حدود ۹۵ کیلومتر می‌باشد. شغل اصلی مردم روستا کشاورزی است و محصول عمده آنها زرشک می‌باشد. تقریباً تمامی اهالی در کنار کشاورزی به کار دامداری نیز اشتغال دارند که به دلیل خشکسالیهای اخیر از رونق دامداری کاسته شده و ساکنان تنها تعداد کمی دام را برای مصارف خویش نگهداری می‌کنند.
ساکنان روستا پیرو مذهب اهل سنت و جماعت (حنفی) می‌باشند و به زبان عربی صحبت می‌کنند، اما با گذشت زمان و نفوذ زبان فارسی بسیاری از واژگان عربی به فراموشی سپرده شده است.